# Meent (Rotterdam)
De Meent is een winkelstraat in het centrum van Rotterdam. De Meent loopt vanaf de Coolsingel naar de Goudsesingel en was een bekende doorbraak voor het verkeer in het vooroorlogse Rotterdam.

## Geschiedenis
Met een meent (of brink) werd vroeger een gemeenschappelijke weide bedoeld. Vanaf de 15e eeuw werden op de Meent 'beestenmarkten' gehouden.
- In 1913 werd in Rotterdam een plan aangenomen voor de bouw van een nieuw Stadhuis en een hoofdpostkantoor. Hiervoor werd de sloppenwijk rond de Zandstraat gesloopt en de doorbraak van de Meent naar de Coolsingel gerealiseerd.
- Het oostelijk deel van de Meent tussen de Botersloot en de Goudsesingel heette voor de Tweede Wereldoorlog 'Heerenstraat'. Die naam leeft nog voort in de naam van het aan de Meent gelegen plein tussen de Pannekoekstraat en de Botersloot, de Herenplaats.
- Tussen de Meent en het Beursplein staat het gebouwencomplex van de Beurs World Trade Center Rotterdam. Deze gebouwen hebben het bombardement op Rotterdam van 14 mei 1940 overleefd, deels omdat het complex nog in aanbouw was, maar mogelijk mede door een vergissing van bommenwerpers die brandbommen gooiden op het kaal en onbrandbaar betonnen skelet, terwijl explosieve bommen waren bedoeld.
- Direct achter de Beurs staat het Minervahuis. Dit complex stamt deels uit de jaren dertig. Het raakte bij het bombardement beschadigd maar is hersteld.

Admiraal de Ruyterweg ·
Admiraliteitskade ·
Aert van Nesstraat ·
Baan ·
Batavierenstraat ·
Beukelsdijk ·
Beursplein ·
Beurstraverse ·
Binnenweg ·
Binnenwegplein ·
Binnenrotte ·
Blaak ·
Boezemweg ·
Boompjes ·
Bosland ·
Botersloot ·
Burgemeester van Walsumweg ·
Churchillplein ·
Coolsingel ·
Coolvest ·
Eendrachtsplein ·
Eendrachtsweg ·
Geldersekade ·
Goudsesingel ·
's-Gravendijkwal ·
Haagseveer ·
Henegouwerlaan ·
Hofdijk ·
Hofplein ·
Hoogstraat ·
Jonker Fransstraat ·
Karel Doormanstraat ·
Kipstraat ·
Kolk ·
Koningin Emmaplein ·
Korte Hoogstraat ·
Kruiskade ·
Kruisplein ·
Leuvehoofd ·
Lijnbaan ·
Lombardkade ·
Maasboulevard ·
Mariniersweg ·
Mathenesserlaan ·
Mauritsweg ·
Meent ·
Museumpark ·
Oostmolenwerf ·
Oostplein ·
Oude Binnenweg ·
Parkkade ·
Parklaan ·
Pim Fortuynplaats ·
Plein 1940 ·
Pompenburg ·
Rochussenstraat ·
Saftlevenstraat ·
Schiedamsedijk ·
Schiedamse Vest ·
Schouwburgplein ·
Spaansekade ·
Stadhuisplein ·
Stationsplein ·
Stroveer ·
Van Oldenbarneveltstraat ·
Vasteland ·
Veerkade ·
Weena ·
Westblaak ·
Westerkade ·
West-Kruiskade ·
Westersingel ·
Westplein ·
Willemskade ·
Willemsplein ·
Witte de Withstraat